# Hipopotam
Hipopotamul (Hippopotamus amphibius) este un mamifer african amfibiu. Numele său provine din limba greacă, având semnificația de cal de râu (ἵππος, hippos = cal, ποταμός, potamos = râu, fluviu). Hipopotamul, numit și hipopotamul amfibiu, este una din cele două specii aparținând genului Hippopotamus din familia Hippopotamidae, cealaltă fiind hipopotamul pitic (Hexaprotodon liberiensis). Trăiește în fluviile și lacurile din Africa ecuatorială.

## Descriere
Are corpul în forma de butoi, o gură enormă, picioare scurte și câte patru degete la fiecare picior. Poate atinge lungimea de 3,5 m, înălțimea la umeri de 1,5 m și greutatea de 3.200 kg. Pielea este foarte groasă, aproape lipsită de păr, de o culoare brun-cenușie pe spate, dar mai deschisă, roz, pe partea ventrală. Urechile și nările ramân la suprafața apei când restul corpului este scufundat. Hipopotamii trăiesc în apropierea râurilor, lacurilor, mlaștinilor sau a altor ochiuri de apă, de obicei în grupuri de 7 până la 15 indivizi. Nu există un dimorfism sexual evident, astfel că femelele și tinerii masculi sunt adesea confundabili.

## Habitat
În cursul zilei dorm și se odihnesc în apă sau în apropierea acesteia. Noaptea ies pe uscat pentru a se hrăni cu ierburi. În apă pot înota repede sau chiar merg pe fundul apei, deoarece pot rămâne scufundați (cu nările și urechile astupate) mai mult de 5 minute. Deși pot fi văzuți adesea tolăniți la soare, hipopotamii se deshidratează destul de rapid și au nevoie de apă pentru a-și rehidrata pielea. Apa le este necesară și pentru a-și răcori corpul, deoarece nu transpiră. Pielea lor este dotată cu numeroase glande care secretă o substanță de culoare roșiatică, ceea ce a condus la apariția unui vechi mit care afirmă că hipopotamii ar transpira sânge. Substanța secretată de aceste glande acționează ca un filtru împotriva razelor ultraviolete.
Hipopotamilor le plac apele puțin adânci în care pot dormi scufundați doar pe jumătate. Numărul de exemplare este limitat de aceste spații propice lor, care pot deveni destul de aglomerate - până la 150 de hipopotami pot împărți același bazin în timpul sezonului secetos. Pe timp de secetă puternică sau de foamete pornesc în lungi migrații, care au adesea drept consecință moartea multor exemplare.

## Nutriție
Noaptea hipopotamii merg pe trasee cunoscute lor, până la 10 km în pășunile din jurul apei, pentru a se hrăni timp de 5-6 ore. Caninii lungi și incisivii sunt utilizați doar ca armă - păscutul este realizat apucând iarba cu buzele largi și dure și smucind capul cu putere. În apropierea râurilor, unde iarba este păscută intens și călcată în picioare, zone mari pot deveni complet lipsite de vegetație, ceea ce conduce la apariția eroziunii. Totuși hipopotamii mănâncă destul de puțin comparativ cu greutatea lor corporală (circa 35 kg pe noapte), deoarece nevoile lor de energie sunt scăzute ca urmare a faptului ca majoritatea timpului îl petrec stând în apa caldă. Hipopotamii nu rumegă, dar rețin hrana un timp îndelungat în stomac, extrăgând proteinele prin proces de digestie bazat pe fermentație. Procesul lor digestiv este răspunzător pentru eliberarea unui număr mare de nutrienți în râurile și lacurile africane, favorizând astfel peștii, care sunt la rândul lor o sursă de proteine crucială pentru populația umană locală.

## Reproducere

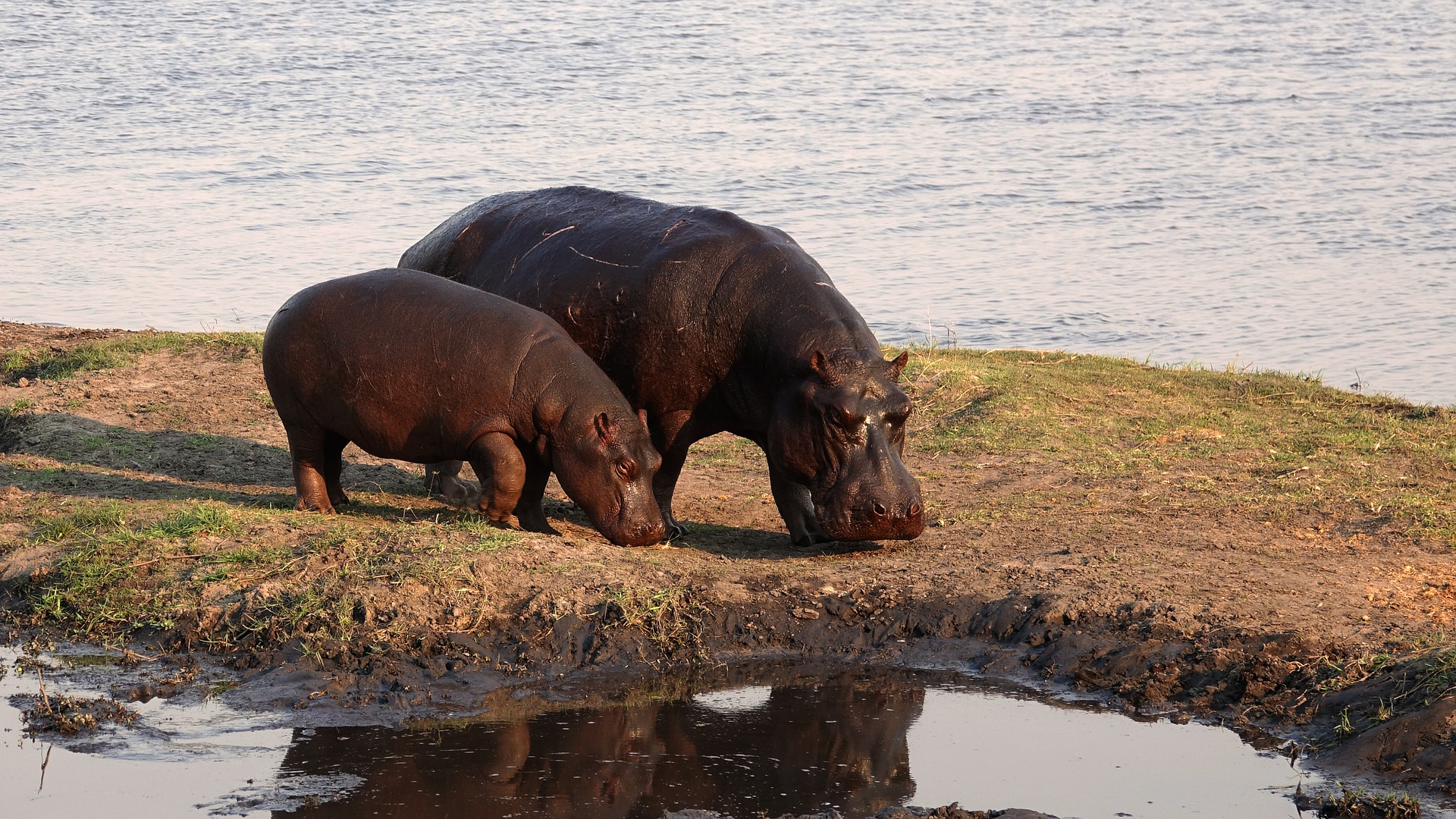
Hipopotam și puiul în Botswana

Masculii se maturizează la vârsta de 8 ani, dar majoritatea împerecherilor sunt realizate de masculii dominanți, de peste 20 de ani. Ei monopolizează timp de 12 ani sau chiar mai mult zone ale râurilor, numite teritorii de împerechere. Alți masculi sunt tolerați, dar numai dacă nu încearcă să se împerecheze. Femelele se adună în aceste zone în perioadele secetoase, când se produc majoritatea împerecherilor.
Femelele se maturizează la 3 ani în grădinile zoologice, dar în sălbăticie maturitatea nu se produce decât după vârsta de 13 ani. După o gestație de opt luni este născut un singur vițel, în greutate de circa 45 kg. Vițelul își poate închide urechile și nările pentru a se hrăni sub apă și poate să se suie pe spatele mamei pentru a se odihni. Începe să mănânce iarbă la vârsta de o lună și este înțărcat la vârsta de 6-8 luni. Femelele nasc un vițel la fiecare doi ani. Tinerii viței sunt vulnerabili în fața crocodililor, leilor și a hienelor. Longevitatea este de până la 49 de ani în captivitate, dar rareori depășește 40 de ani în sălbăticie.

## Comportament

### Viață socială
Femelele trăiesc în turme, dar nu se asociază în mod permanent cu alte femele, deși uneori păstrează legaturi cu progeniturile lor pentru câțiva ani. Când ajung în proximitate, masculii dominanți din teritorii învecinate se uită fix unii la ceilalți, apoi se întorc și, cu partea posterioară scoasă din apă, elimină cu putere fecale și urină, într-un arc larg. Acest comportament indică faptul că teritoriul este ocupat. Ceilalți masculi din teritoriu fac și ei grămezi de balegă de-a lungul căilor de acces spre zona lor, marcând-o olfactiv. Hipopotamii se recunosc reciproc după miros și uneori se urmează unul pe altul, cu nasul aproape de coada celui din față, în deplasările nocturne.
Rareori apar dispute între masculi, atunci când tauri străini invadează teritoriile de împerechere. Cele mai multe agresiuni constau în zgomote, împroșcări cu apă, false atacuri și afișarea dinților prin căscarea largă a gurii, dar uneori oponenții se angajează în bătălii violente, încercând să-și sfâșie adversarul din lateral cu incisivii inferiori. Rănile pot fi fatale în ciuda pielii groase.

### Interacțiunea cu omul

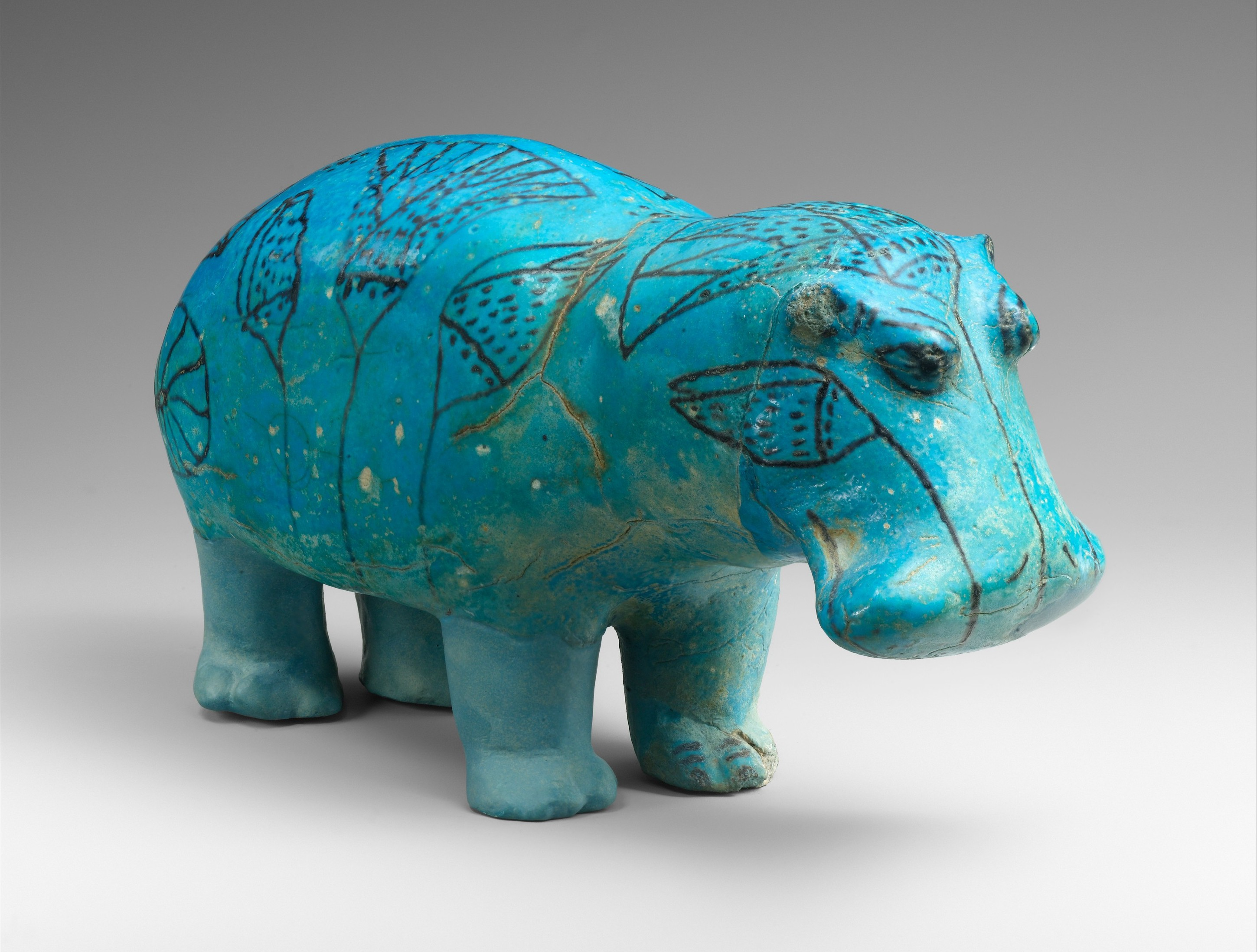
Statuie din Regatul Mijlociu Egiptean cu un hipopotam (1961-1878) î.Hr.

Se crede că atacarea bărcilor mici este un comportament de apărare în fața prădătorilor, hipopotamii confundându-le cu crocodilii. Din această cauză au avut o îndelungată și nemeritată faimă de animale agresive. De asemenea, se consideră că hipopotamii omoară mai mulți oameni decât orice alt mamifer african.

## Areal de răspândire
În trecut, hipopotamii erau răspândiți prin toată Africa subsahariană, dar astăzi arealul lor s-a restrâns la câteva regiuni din E și SE Africii. Bătătorirea solului și distrugerea recoltelor de către hipopotami au condus la eforturi de exterminare a lor - pielea și carnea sunt de asemenea apreciate. Hipopotamii au dispărut complet din Africa de Nord până în anii 1800 și din sudul Natalului și Transvaalului prin 1900. Sunt încă destul de răspândiți în estul Africii, dar de pildă rasa specifică lacului Ciad din Africa central-vestică este amenințată de dispariție. Populațiile de hipopotami sunt în continuă scădere. Există încă o cerere mare de dinți de hipopotam, ca sursă de fildeș fin, ce poate fi ușor prelucrat - cândva era utilizat pentru fabricarea dinților falși.

## Hipopotamul pitic

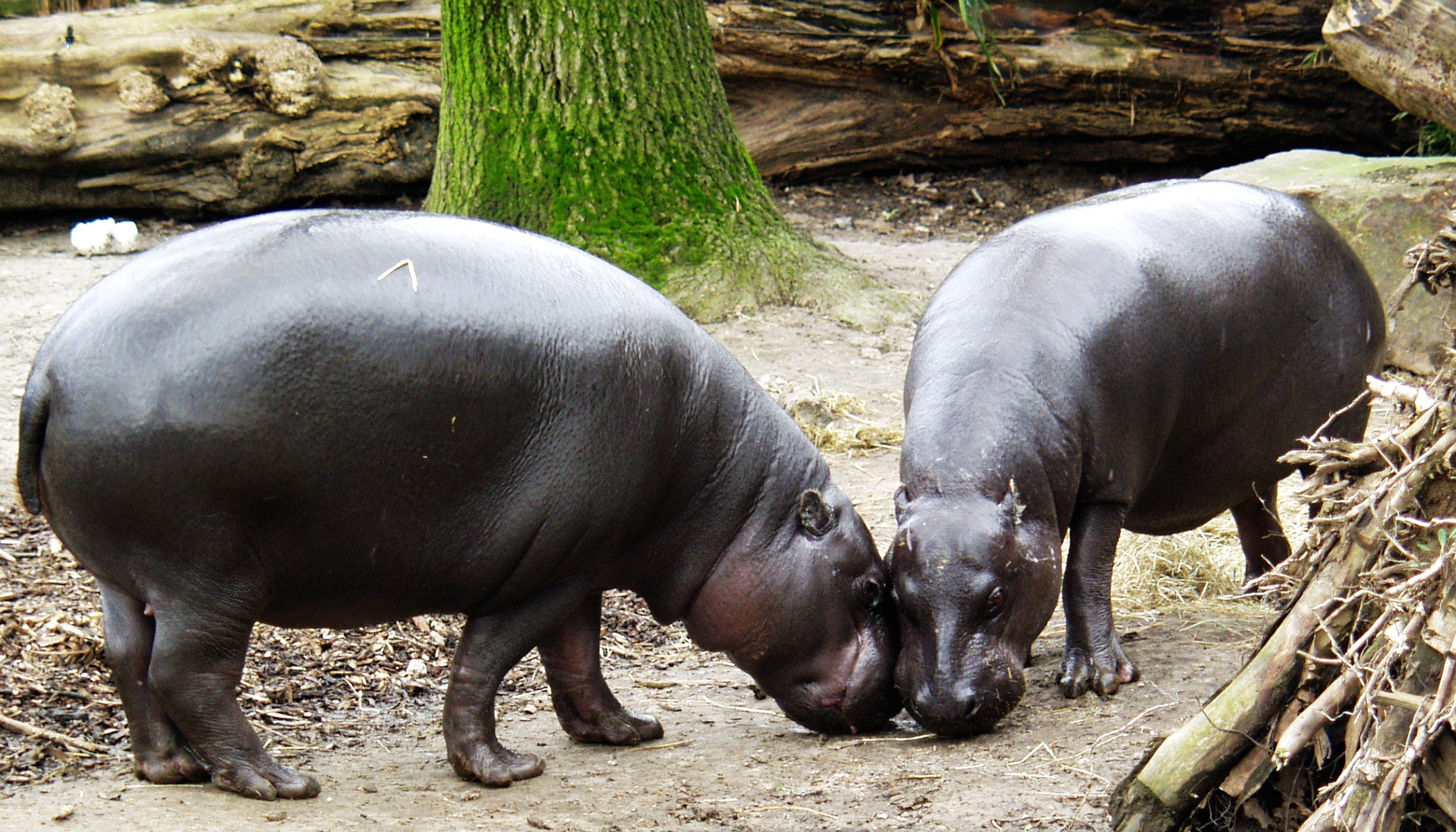
Hexaprotodon liberiensis

Hipopotamul pitic (Hexaprotodon liberiensis) reprezintă a doua specie a familiei Hippopotamidae. Exemplarele acestei specii sunt mai puțin acvatice decât rudele lor mai mari, dar trăiesc de-a lungul apelor curgătoare și în pădurile umede sau în mlaștinile din vestul Africii. Are mărimea unui porc domestic.